# Симеон Златков
Симеон Златков е български просветен деец от Македония.

## Биография
Симеон Златков е роден в 1884 година в Кратово, тогава в Османската империя, днес в Северна Македония. В 1912 година физико-математически факултет във Фрибург.  Същата година започва работа като учител в Солунската българска търговска гимназия
Участва като делегат от Новозагорското македонско братство в обединителния конгрес на Македонската федеративна организация и Съюза на македонските емигрантски организации от януари 1923 година.
През юни 1926 година е избран за председател на Новозагорското македонско братство.